# Wilhelm Niewöhner
Wilhelm Niewöhner (* 18. November 1888 in Rotenhagen; † 24. April 1946 in Neuhaus (Kreis Paderborn)) war ein preußischer Landrat des Kreises Sankt Goarshausen und Oberregierungsrat.

## Leben und Herkunft
Der evangelische Wilhelm Niewöhner war ein Sohn des Neubauern Hermann Niewöhner und dessen Ehefrau Anne Maria, geb. Panhorst. Zunächst besuchte er die Volksschule in Langenheide, dann die evangelische Privatschule in Werther (Westf.) und zuletzt die Realschule in Herford, wo er zu Ostern 1908 seine Reifeprüfung ablegte. Nachdem er die Beamtenlaufbahn eingeschlagen hatte, wurde er Verwaltungsanwärter in Werther sowie Einkommenssteuerveranlassungskommissar in Halle (Westf.) und bei der Kreiskasse Herford. Bevor er 1909/10 seinen Militärdienst als Einjährig-Freiwilliger (EF) ableistete, war er bei den Veranlassungskommissionen in Halle und Luckau tätig. Ab dem 1. März 1911 arbeitete er als Regierungs-Supernumerar (Beamtenanwärter) bei der Regierung Wiesbaden und im August 1914 bestand er die Prüfung für den Regierungs,- Büro- und Kassendienst. Von August 1914 bis Februar 1918 diente er im Ersten Weltkrieg, wo er als Offizier verwundet wurde. Am 15. Februar 1918 wurde er mit der kommissarischen Verwaltung der Kreissekretärstelle in Sankt Goarshausen betraut, bevor er im Frühjahr 1920 für einige Monate die Verwaltung der Stelle eines Amtmanns in Vlotho übernahm. Im Juli 1920 wurde er zunächst kommissarisch mit der Verwaltung des Kreises Sankt Goarshausen betraut, dem am 19. November 1920 die definitive Ernennung als Landrat folgte. Am 30. Januar 1923 wurde er von der alliierten Besatzungsmacht ausgewiesen und im Anschluss am 12. April 1923 übergangsweise an die Regierung Minden zur Leitung der dieser angeschlossenen Hilfsstelle überwiesen. Nach der Wiederzulassung als Landrat des Kreises Sankt Goarshausen im September 1924 durch die Besatzungsmacht, nahm er am 11. Oktober 1924 die Dienstgeschäfte wieder auf. Als Folge der Machtergreifung am 30. Januar 1933 übernahm der Kreisleiter der NSDAP Franz Brunnträger eigenmächtig im Rahmen einer Gleichschaltungswelle am 6. April 1933 das Landratsamt Sankt Goarshausen, das damit gleichzeitig zum Sitz der Parteidienststellen wurde. Als Landrat wurde Niewöhner am 5. Mai 1933 in den einstweiligen Ruhestand versetzt und 1934 zum Polizeipräsidium Bochem überwiesen. Noch im gleichen Jahr wechselte er als Landrat im einstweiligen Ruhestand zur Regierung Osnabrück, wo er 1937 zum Regierungsrat ernannt wurde. Nach seinem letzten Dienstsitzwechel zur Regierung Posen im Jahr 1942 wurde er zum Oberregierungsrat ernannt.

## Politik
Niewöhner war Anhänger der Deutschen Volkspartei.

## Familie
Niewöhner heiratete 1917 in Sande Gertrud Vockel genannt Tunumeyer (* 28. Dezember 1889).